# Gustav Bickell

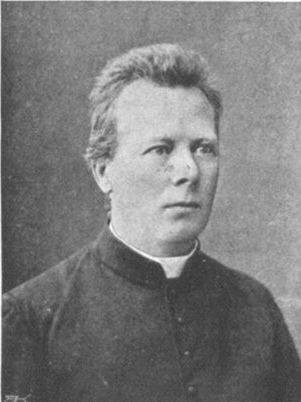
Gustav Bickell

Gustav Wilhelm Hugo Bickell (* 7. Juli 1838 in Kassel; † 15. Januar 1906 in Wien) war ein deutscher Orientalist. Er galt als einer der besten Kenner der syrischen Sprache und verfasste zahlreiche Schriften über syrische Handschriften, die syrischen Kirchenväter und das Alte Testament.

## Leben
Sein Vater Johann Wilhelm Bickell (1799–1848) war Professor für Kanonisches Recht an der Universität Marburg, zuletzt Justizminister von Hessen-Kassel. Gustav Bickell studierte ab 1857 in Marburg und Halle Theologie und Sprachwissenschaften und wurde 1862 Privatdozent für semitische und indogermanische Sprachen in Marburg, im folgenden Jahr unterrichtete er in denselben Fächern an der Universität Gießen. In den Hymnen des syrischen Asketen Ephräm, die er in London transkribierte, fand er für sich ein klares Zeugnis für die Unbefleckte Empfängnis Mariens, wie sie auch von der katholischen Kirche gelehrt wird. In der Folge trat er am 5. November 1865 zur katholischen Kirche über. Nach seiner Konversion trat er in das Priesterseminar Fulda ein und wurde 1867 zum Priester geweiht. Ab 1869 lebte er am Priesterkolleg Santa Maria dell’ Anima in Rom.
Er lehrte anschließend orientalische Sprachen an der Akademie von Münster und wurde 1871 außerordentlicher Professor. Zu dieser Zeit wurde er zum energischen Verfechter der päpstlichen Unfehlbarkeitslehre. 1874 wurde er an der theologischen Fakultät der Universität Innsbruck Professor für christliche Archäologie und semitische Sprachen. 1891 erhielt er einen Ruf an die Universität Wien, wo er an der philosophischen Fakultät Professor für semitische Sprachen war. Bickell wurde auf dem Wiener Zentralfriedhof bestattet.

## Ehrungen
1892 wurde er korrespondierendes Mitglied der Akademie der Wissenschaften. 1901 wurde er zum Mitglied der Göttinger Akademie der Wissenschaften gewählt.
Seit 1876 war er Ehrenmitglied der katholischen Studentenverbindung AV Austria Innsbruck. 1921 wurde ein Porträtrelief Bickells von Karl Nickmann im Arkadenhof der Universität Wien enthüllt. 1922 benannte man die Bickellgasse in Wien-Meidling nach dem Wissenschaftler.

## Schriften (Auswahl)
- De indole ac ratione versionis Alexandrinae in interpretando libri Jobi. Elwert, Marburg 1862. (Digitalisat)
- S. Ephraemi Syri Carmina Nisibena. Brockhaus Leipzig 1866 (Mit einer Einführung in die metrischen Gesetze der syrischen Dichtung). (Digitalisat)
- Grundriss der hebräischen Grammatik, Leipzig 1869–70.
- Gründe für die Unfehlbarkeit des Kirchenoberhauptes, Münster 1870.
- Conspectus rei Syrorum litterariæ, Münster 1871.
- Messe und Pascha, Mainz 1872.
- Schriften und Gedichte syrischer Kirchenväter (BKV Band 71/72), Kempten.
- Ausgewählte Gedichte der syrischen Kirchenväter. Cyrillonas, Isaak von Antiochien und Jacob von Sarug (= Bibliothek der Kirchenväter Band 77), Kempten 1872 (Digitalisat).
- S. Isaaci Antiocheni opera omnia, 2 Bände, Gießen 1873–77 (Digitalisat Band 1).
- Kalilag und Damnag, Leipzig 1876.
- Metrices biblicae regulæ exemplis illustratae, Innsbruck 1879.
- Synodi brixinenses saec. quindecimi, Innsbruck 1880.
- Carmina V. T. metrice, Innsbruck 1882.
- Dichtungen der Hebräer, 3 Bände, Innsbruck 1882–84.
- Der Prediger (Koheleth) über den Wert des Daseins, Innsbruck 1886.
- Das Buch Job, Wien 1894.